# 미셸 보스
미셸 보스(영어: Michelle Borth, 1978년 8월 19일 ~ )은 미국의 여자 배우이다. 드라마 《하와이 파이브-0》에서 캐서린 롤린스 역으 잘 알려져 있다.

## 출연 작품
- 샤잠